# Su-17攻擊機
Su-17戰鬥機（俄语：Су-17）是一款由Su-7進一步發展而来的蘇聯製戰鬥轟炸機，北約代號是裝配匠（Fitter）。
Su-17除了蘇聯和後繼的俄羅斯廣泛使用的標準版本Su-17外，蘇霍伊設計局也推出Su-20與Su-22，是Su-17搭配降級航電與發動機等設備之後的外銷專用版，廣泛為中東地區國家的空軍所使用，该系列攻擊機共生产2,867架，主要用户为俄罗斯、利比亞、伊拉克、埃及、敘利亞、東德和波兰。

## 基本資料(Su-17M4)
- 乘員:1人
- 機長:19.02米
- 翼展(前掠):13.68米
- 翼展(後掠):10.02米
- 機高:5.12米
- 空重:12,160公斤
- 最重:16,400公斤
- 機翼面積(前掠):38.5平方米
- 機翼面積(後掠):34.5平方米

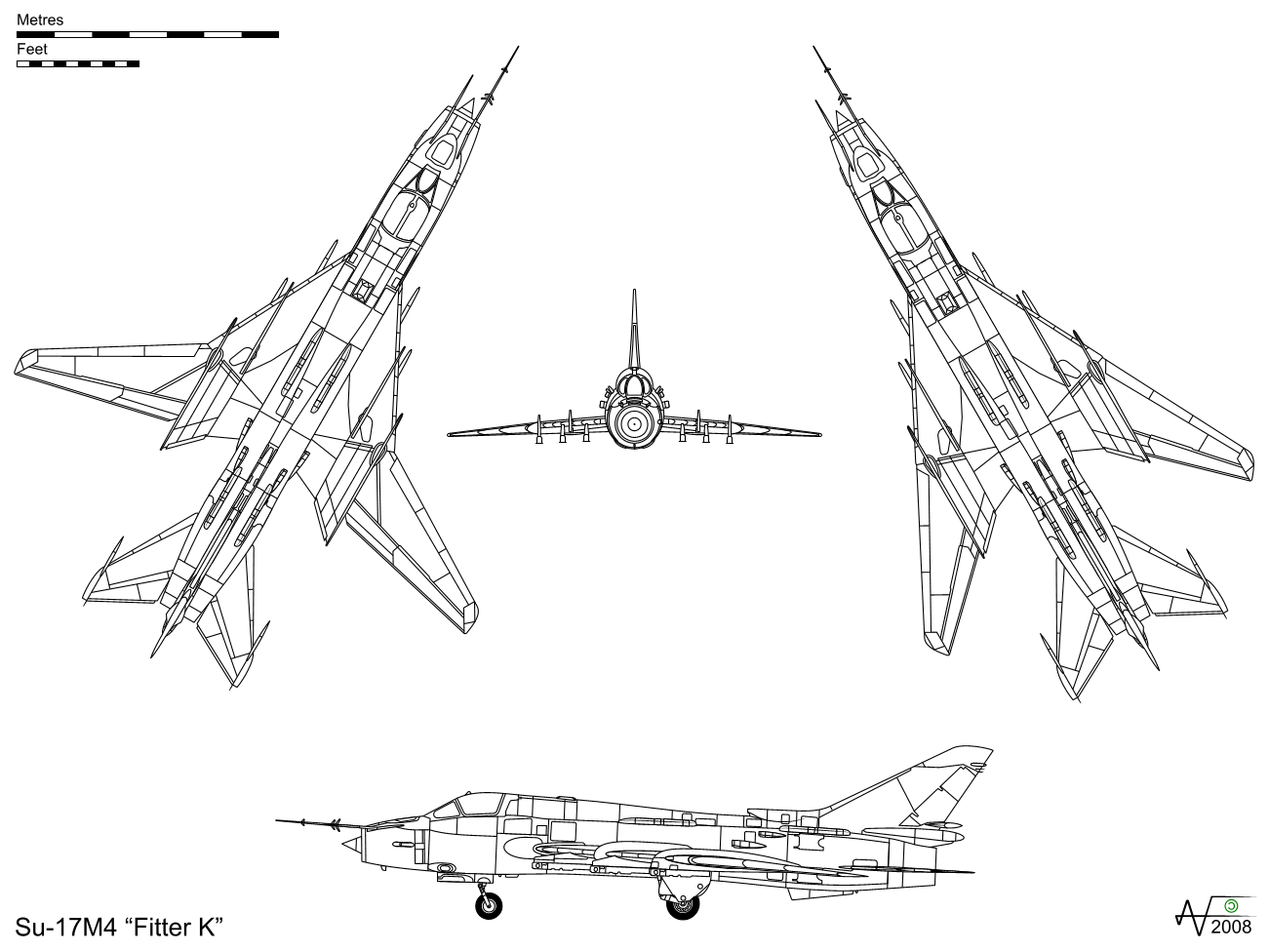
Su-17M4四視圖

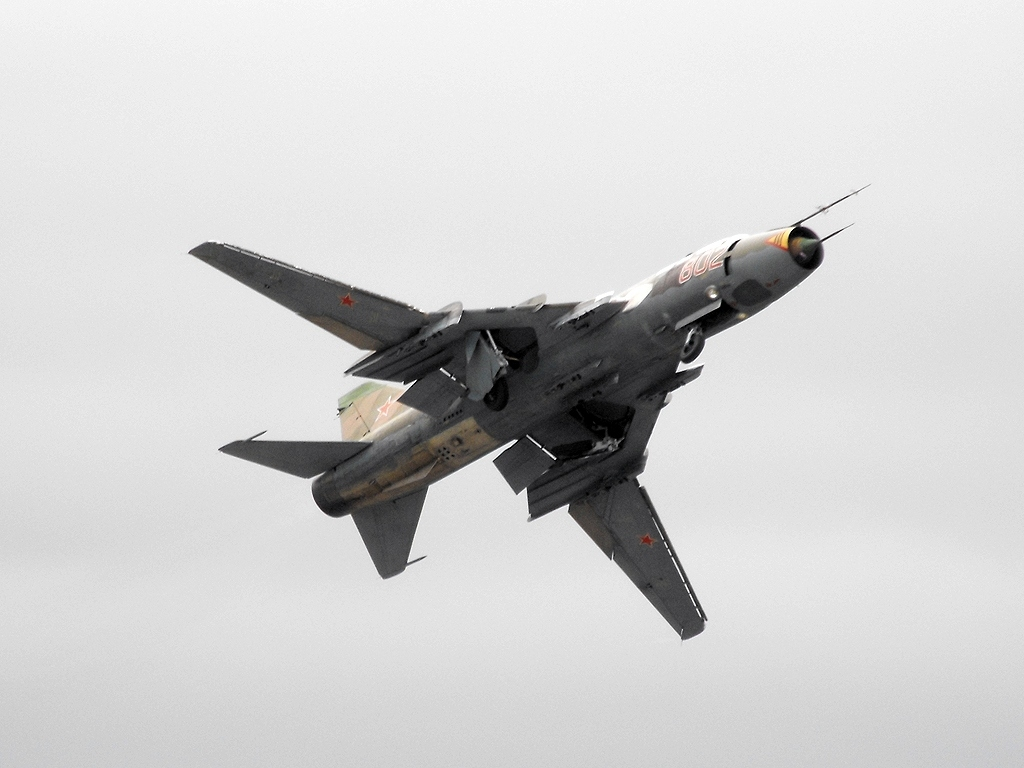
起飛或降落時的Su-17/20/22的機翼向前掠

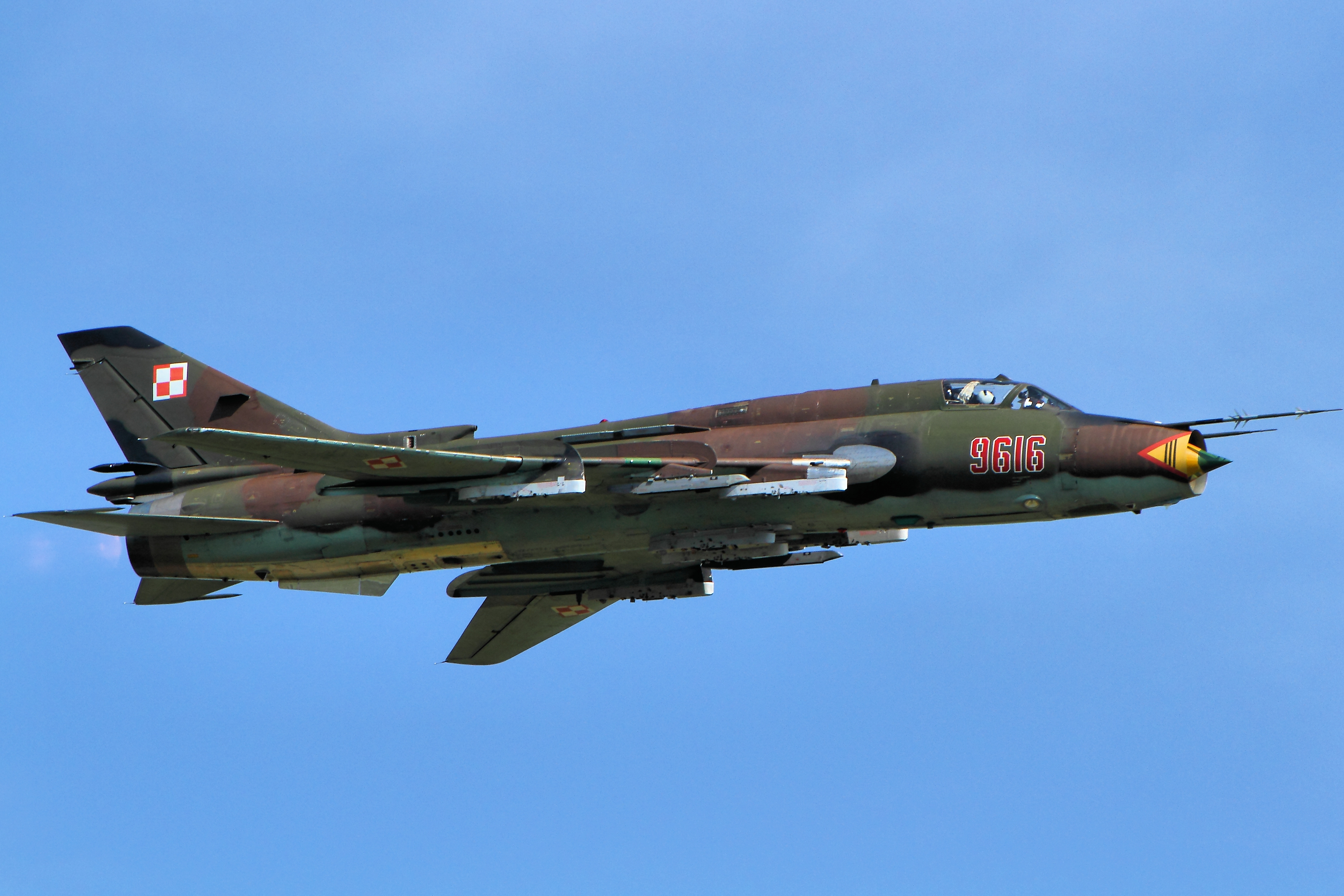
Su-17/20/22在一般飛行時機翼向後掠

- 最快速度:1,860公里/小時(1.7倍音速)
- 航程:2,300公里
- 昇限:14,200米
- 發動機:AL-21F-3噴射發動機(淨推力=76.4千牛頓/後燃推力=109.8千牛頓)
- 武裝:機身兩挺30毫米口徑NR-30機炮+3,770公斤炸彈或飛彈

### 可變後掠翼機
蘇霍伊設計局開發的Su-17是考量到後掠翼設計的Su-7雖然擁有適當的空中機動性表現，但卻因其機翼設計而有低速時表現不佳、與起降時所需跑道太長的缺陷，而進行改良採用可變後掠翼設計的後繼機種。
1967年在莫斯科多莫杰多沃機場（Domodyedovo）舉行的蘇聯航空展當中出現的Su-7IG是Su-17的原型機。
Su-17（還有Su-20和Su-22）在進行起降時會把機翼向前張開以減少所需跑道的長度，但在升空後則改為後掠以維持與Su-7相當的空中機動性。

## Su-20

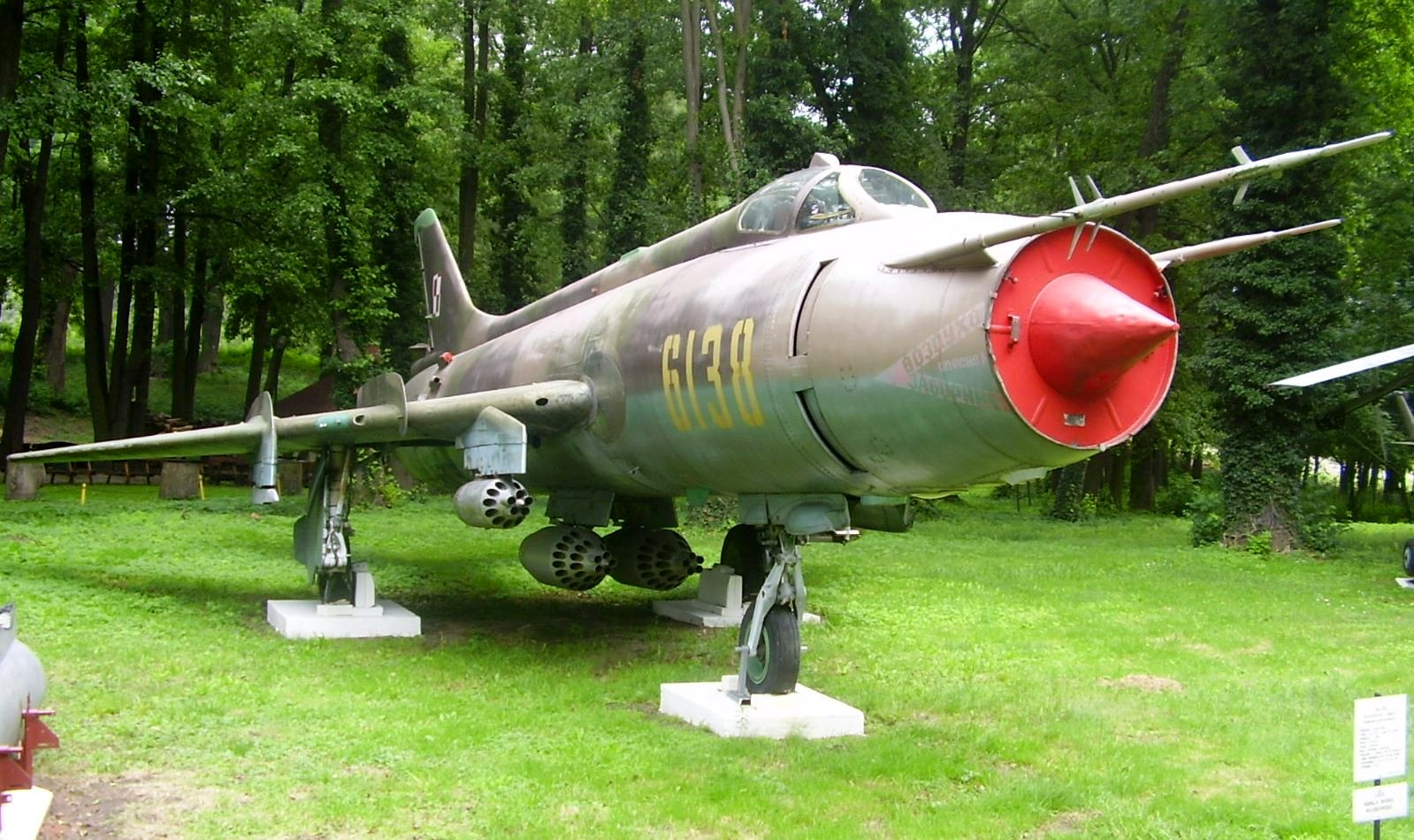
Su-20

Su-20是以Su-17M為藍本在1972年推出的外銷版，使用較為舊式的電子設備，廠方內部編號S-32MK，不過北約代號仍舊維持Fitter-C。
第一架Su-20於1972年12月中旬展開試飛，當年稍早，蘇聯已經邀請埃及、伊拉克與敘利亞等國空軍的高級將領前往參觀和了解這架飛機的性能，稍後這些國家都對蘇聯提出購買的要求。當1973年試飛工作結束之後，Su-20進入量產並且開始遞交給購買國。
敘利亞是第一個採用Su-20的國家。
祕魯空軍也有32架Su-20，由於美國對其採取武器禁運而令祕魯在1975年向蘇聯購買Su-20作為第二線防空戰機。
利比亞空軍有90架裝配匠戰機，當中有半數是Su-20，其餘是Su-22。
1985年當時的西德向埃及買了兩架Su-20作為評估。

## Su-22

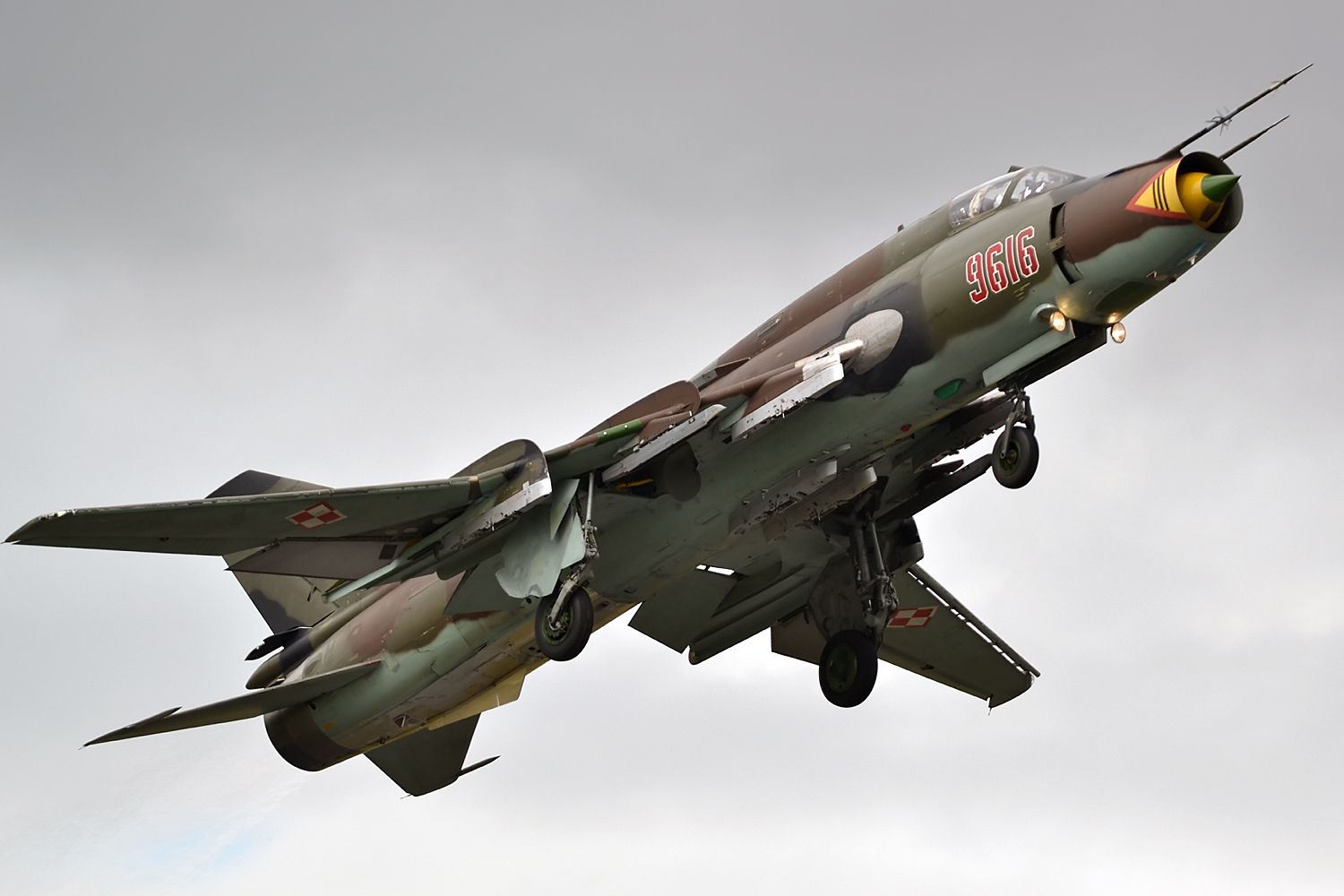
Su-22

Su-22是以Su-17M2為藍本，但是換裝與米格-27攻擊機相同的R-29BS-300發動機之外銷版，廠方內部編號S-32MK，北約代號「Fitter-F」。
由於R-29BS-300的尺寸比Su-17M2使用的AL-21F-3要大，因此飛機的後機身需要重新設計，腹鰭的面積也予以增大。
秘魯於1980年買了16架Su-22，1984年進行現代化改良，包括換上美製電子設備。
1990年德國統一，以西德為主體的德國政府接收了46架前東德的Su-22。

## 參與戰事

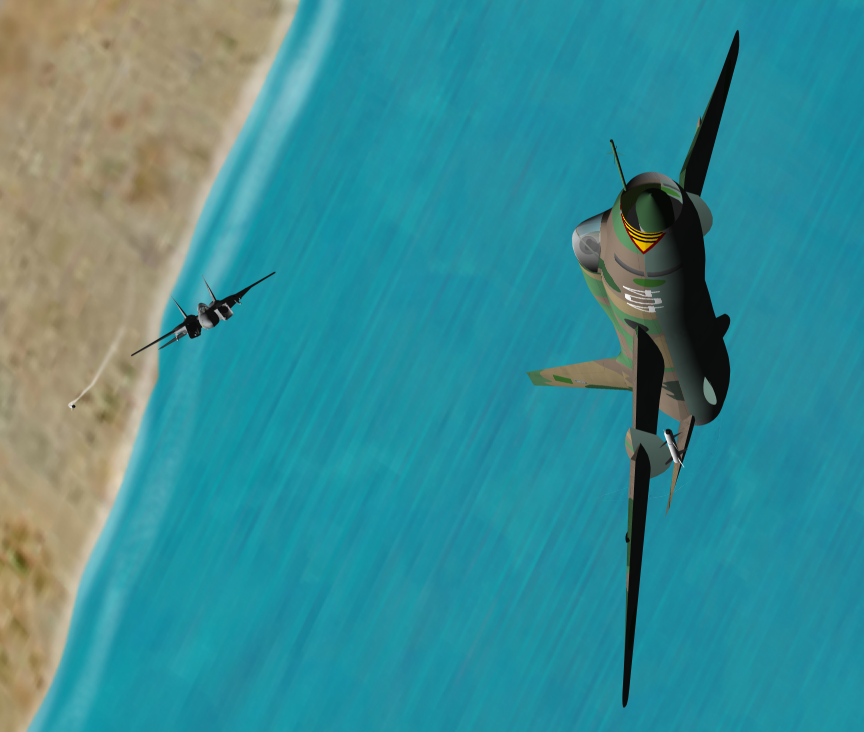
第一次錫德拉灣事件，Su-22大戰F-14

- 第四次中東戰爭
- 阿富汗戰爭
- 兩伊戰爭
- 波斯灣戰爭
- 第一次錫德拉灣事件
- 2011年利比亞內戰
- 敘利亞內戰

### 第四次中東戰爭
1973年10月16日第四次中東戰爭期間，敘利亞空軍的4架Su-20被以色列戰機擊落，此為Su-20第一次實戰。

### 阿富汗戰爭
蘇聯空軍的Su-17曾參加阿富汗戰爭。

### 第一次錫德拉灣事件
1981年8月19日發生在地中海上空的第一次錫德拉灣事件，利比亞空軍的兩架Su-22被兩架美國海軍的F-14雄貓式戰鬥機擊落，這是可變後掠翼戰機之間的第一次空戰。

## 使用國家
在蘇聯自用之外，至1991年蘇聯解體前蘇聯共外銷給15個國家、1,165架Su-17或其衍生型，至今仍在服役。

### Su-17
- 苏联（大多移交俄羅斯）
- 俄羅斯（1998年退役）
- 乌克兰：蘇聯解體時接收30架，大多數在1990年代末退役，但仍有極其少量的雙座機可能仍維持訓練用。

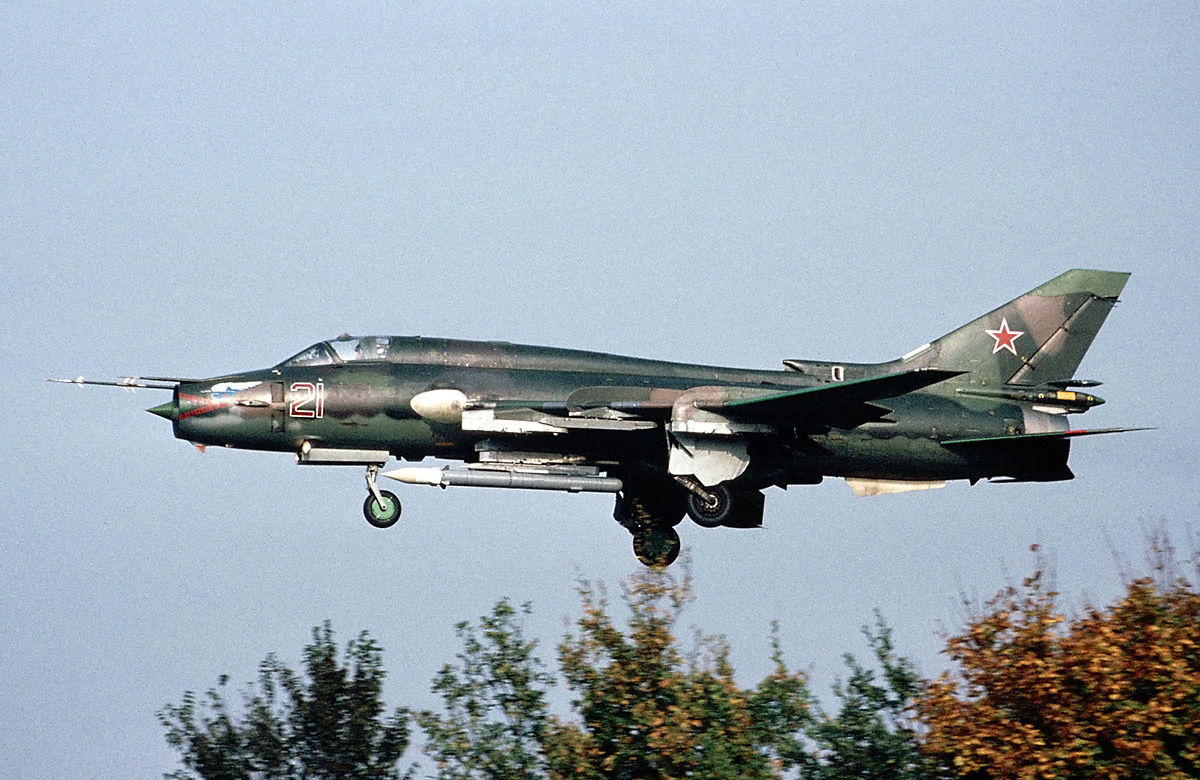
蘇聯空軍自用的Su-17（圖1）
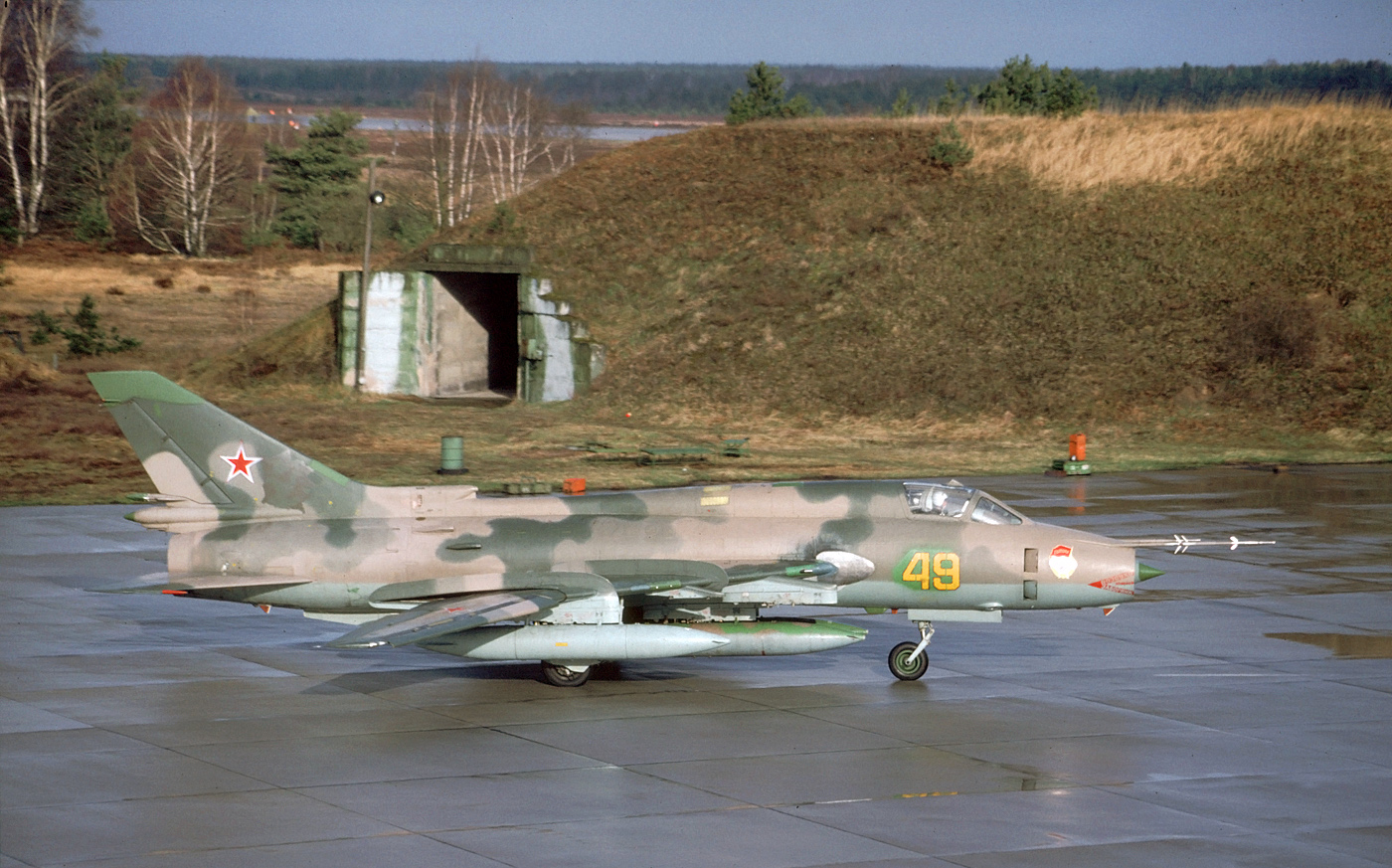
蘇聯空軍自用的Su-17（圖2）
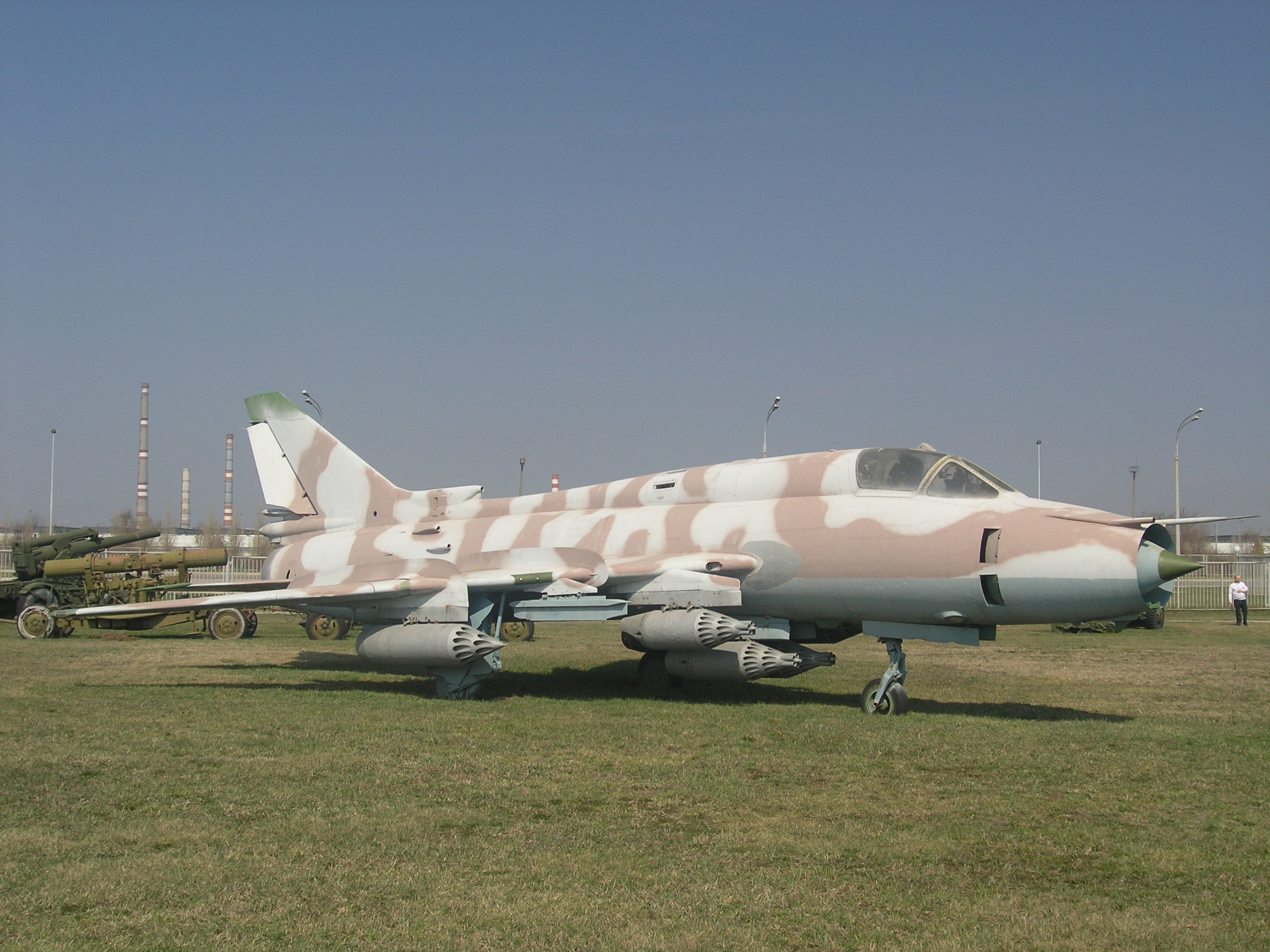
停放在俄羅斯陶里亞蒂（Togliatti）科技博物館進行展示的Su-17
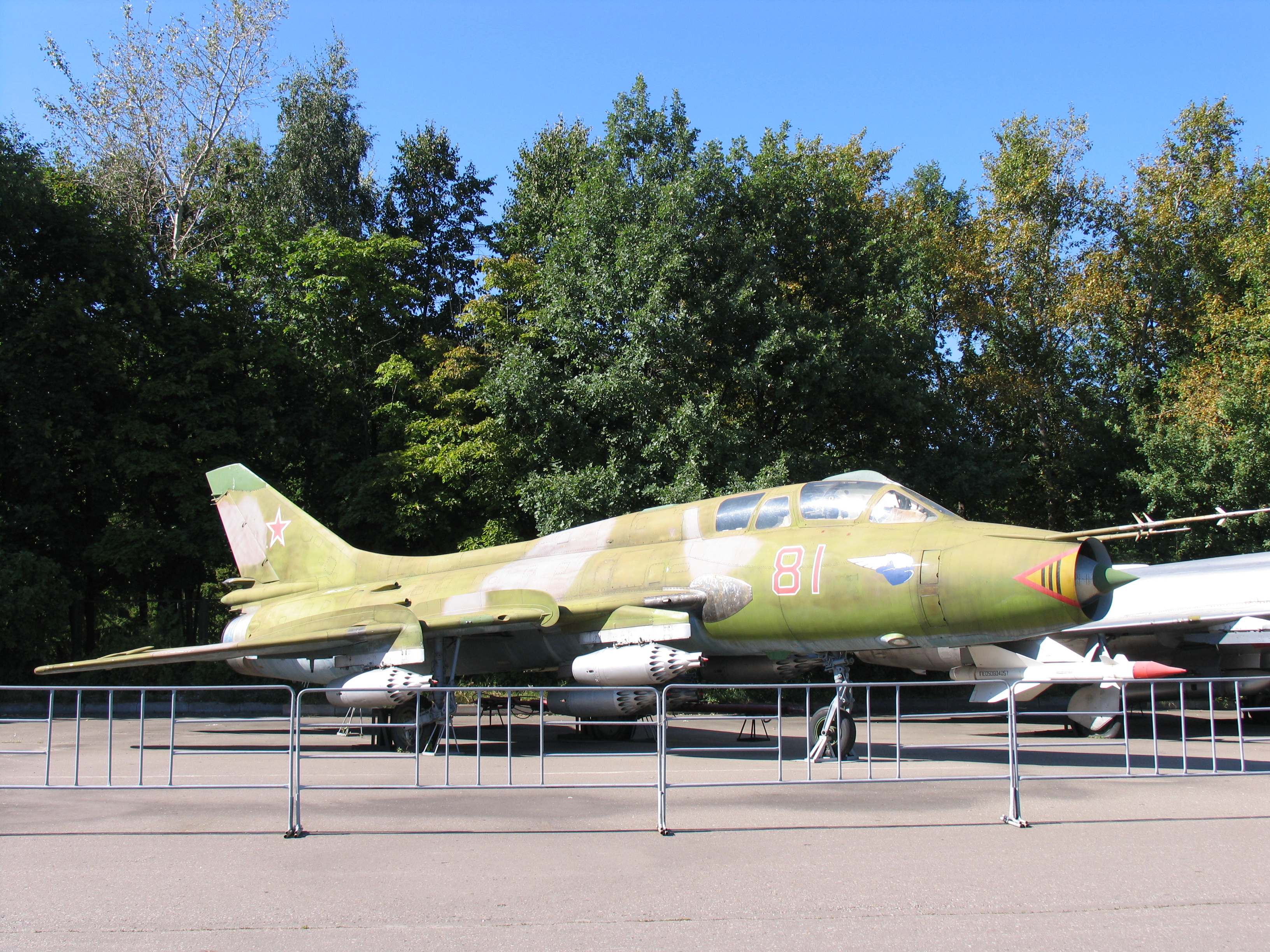
雙座位的Su-17M3教練機型

### Su-20
- 波蘭
- 叙利亚
- 安哥拉
- 伊拉克
- 秘魯
- 阿富汗
- 越南
- 阿尔及利亚
- 利比亞
- 捷克斯洛伐克

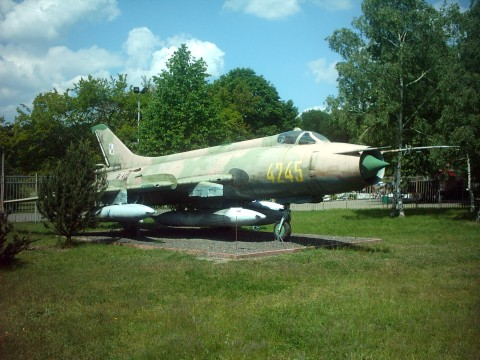
波蘭空軍的Su-20RB

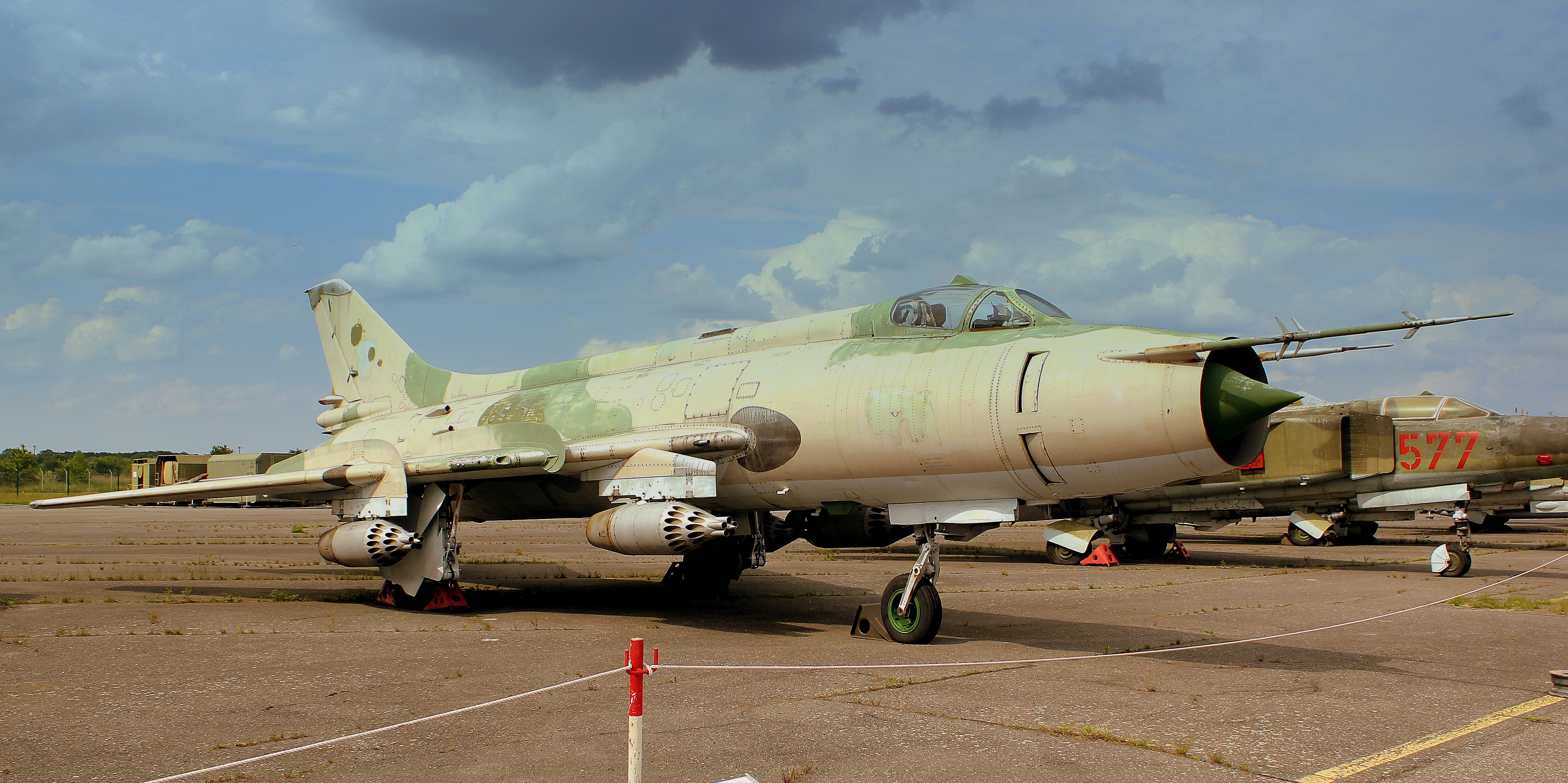
這架Su-20就是西德從埃及買來作評估

- 埃及：在1972年至少得到8架，曾投入贖罪日戰爭運用，但是在埃及與蘇聯交惡後這批戰機隨即斷絕後勤支援，1970年代末期停用。埃及將2架賣給美國、2架賣給西德，作為假想敵評估訓練運用。
- 西德：1985年從埃及購入2架測評

### Su-22
- 叙利亚：敘利亞阿拉伯空軍管有的苏-22战机在敘利亞復興黨政權滅亡後，全部被以色列國防軍摧毀[1]。
- 阿富汗：早年前蘇聯提供阿富汗空軍70餘架Su-22系列，其中包括 1984 年交付的 45 架 Su-22M4，以對付阿富汗反抗軍。前蘇聯撤軍後，這些Su-22系列改由塔利班政權使用至2001年，並用來轟炸當時北方聯盟控制的地區。
- 保加利亚：1984年購入18架Su-22M4、3架Su-22UM3，1988年增購6架Su-22M4。這批戰機大多數在2002年停用，2004年完全退役。
- 利比亞
- 捷克斯洛伐克
- 波蘭
- 東德
- 德国
- 匈牙利
- 越南
- 葉門
- 秘魯
- 伊拉克：曾參加兩伊戰爭但很多卻在後來的海灣戰爭當中逃往伊朗，其餘後來在伊拉克戰爭被美軍發現埋在沙漠
- 伊朗：伊朗伊斯蘭革命衛隊，接收自逃來的伊拉克Su-22

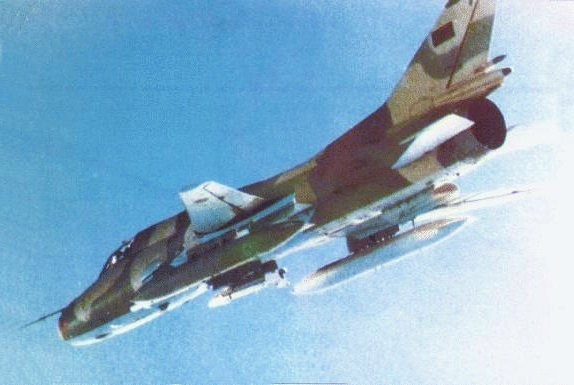
利比亞空軍的Su-22
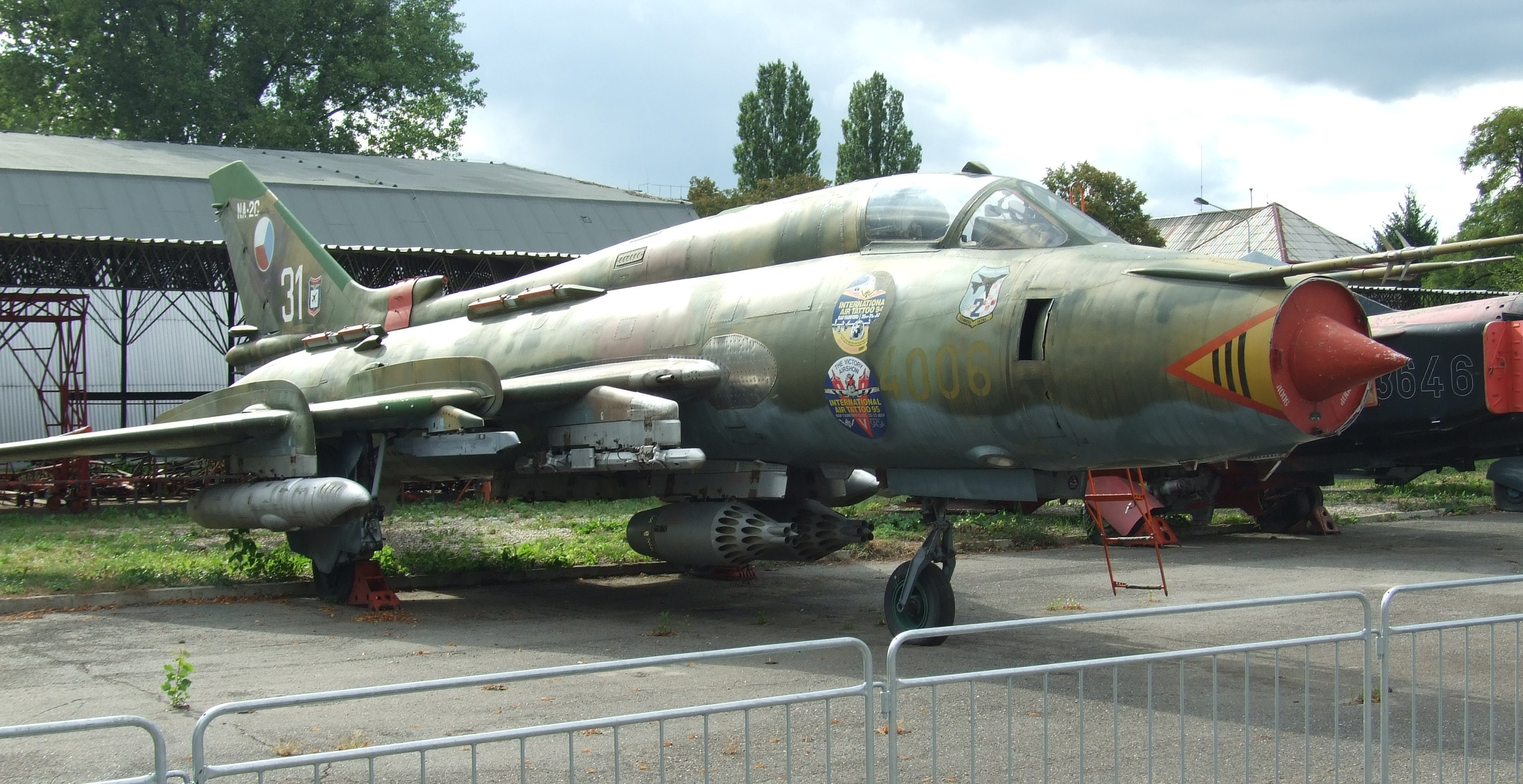
捷克空軍的Su-22
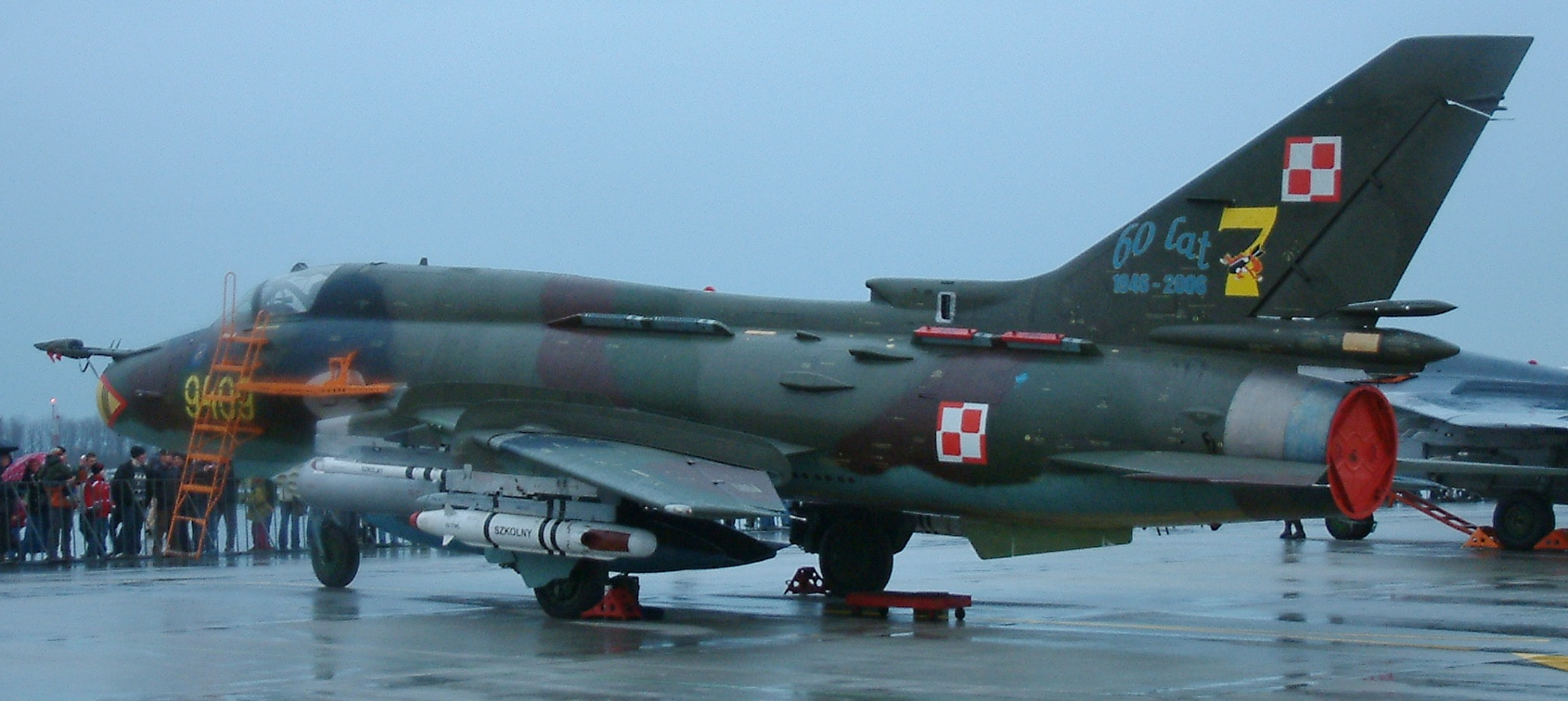
波蘭空軍的Su-22
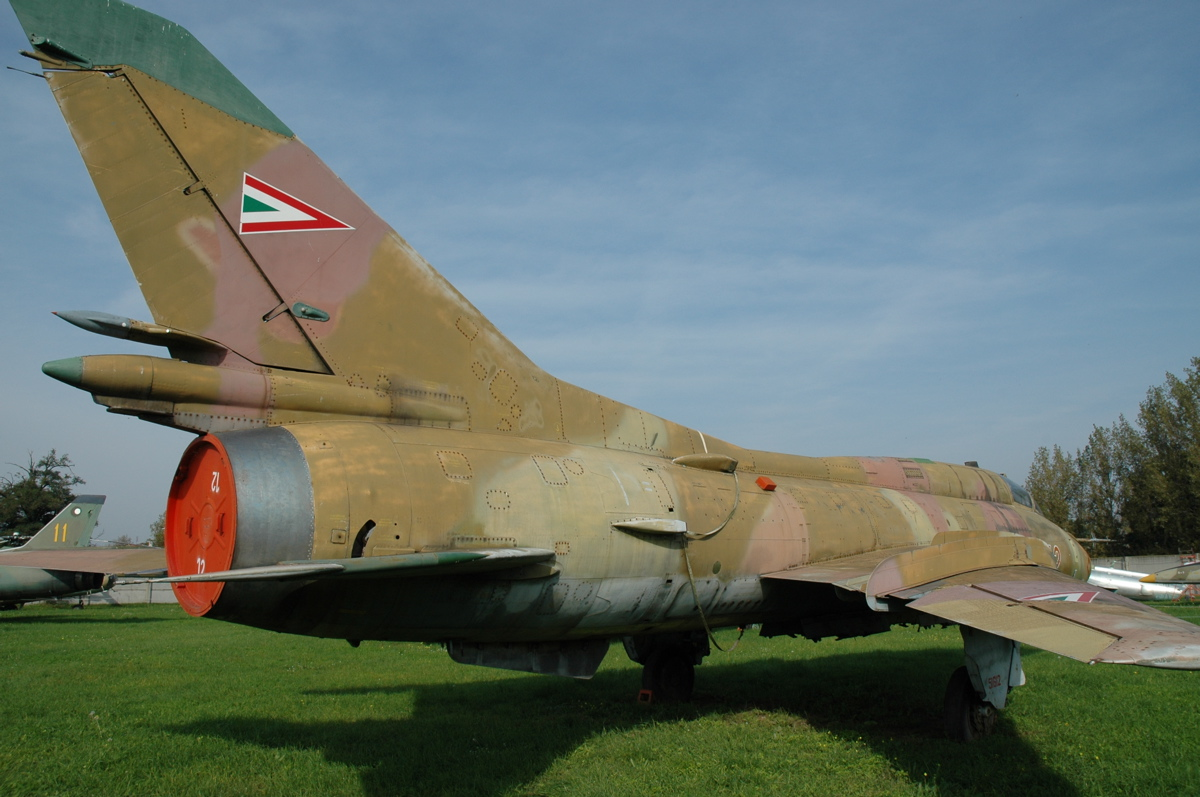
匈牙利空軍的Su-22
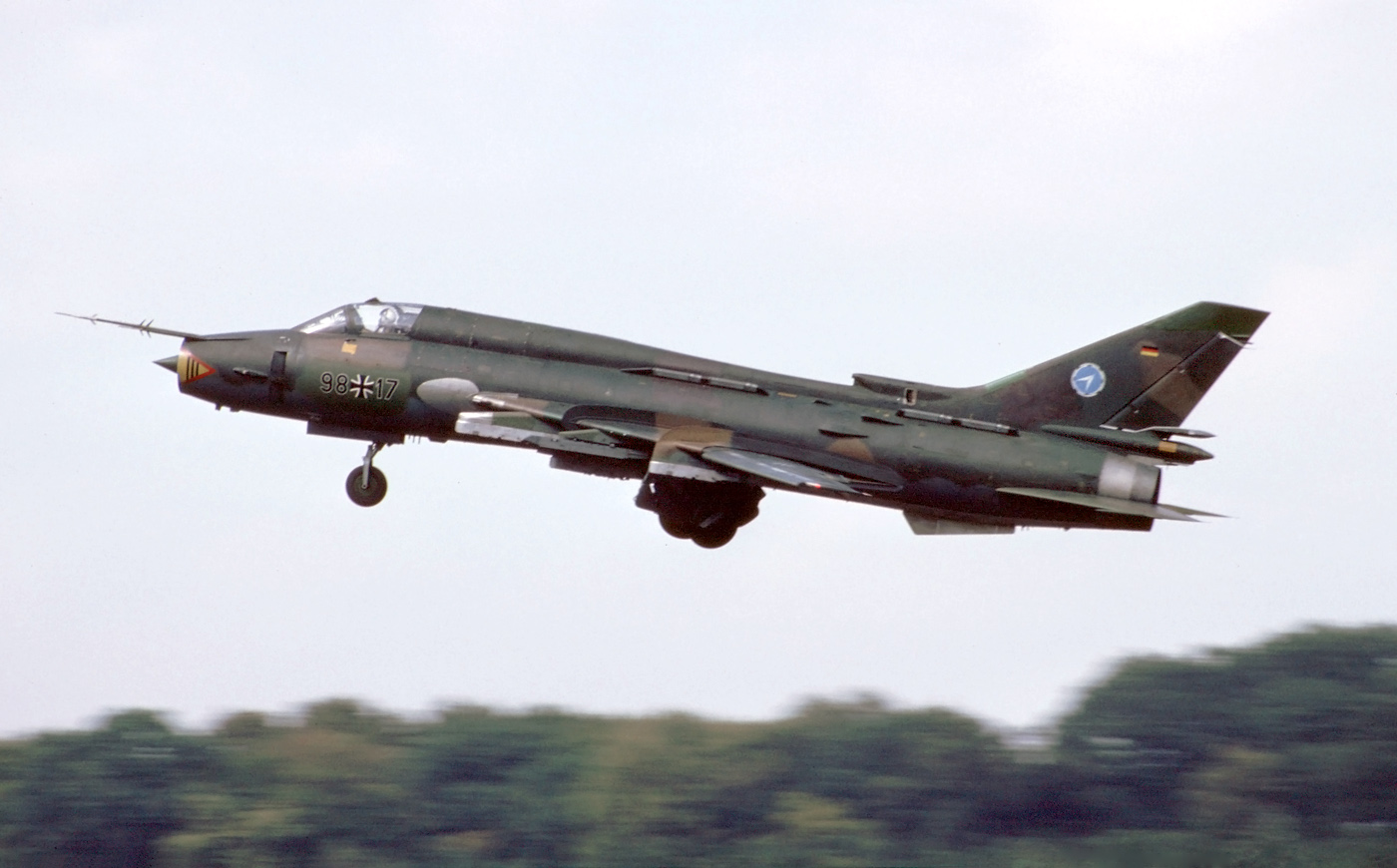
德國統一後接收自前東德的Su-22

## 外部連結
Su-17系列戰機（页面存档备份，存于）
1. ↑  . www.sohu.com.   [2024-12-26]. （原始内容存档于2025-01-25）.